# جيمس بريسكوت جول
جيمس بريسكوت جول (24 ديسمبر 1818-11 أكتوبر 1889) فيزيائي إنجليزي ذائع الصيت اعتمد على نفسه في التعليم، فلم يتلق أي تدريب أكاديمي رسمي ولا تقلد منصبا أكاديميا. ورغم ذلك، ونظرا لذكائه وحبه للعلم فقد عمل مع علماء عصره الأوائل، واستنتج من هذه التجارب المكافئ الميكانيكي الحراري. ونتيجة لأبحاث جول المهمة فقد أطلق اسمه على وحدة الشغل والطاقة وهي الجول joule ويرمز لها بالرمز (J).
كان جول من أعظم الفيزيائيين في انكلترا. له اكتشافات هامة منها قانون التسخين في الموصل الكهربائي وبحوث كثيرة في الكهربائية المغنطيسية، ولعل أشهر أعماله هو تعيين المكافئ الميكانيكي للحرارة. له بحوث فيزيائية هامة كثيرة. لقد آثر عدم انخراط جول في التدريس في عدم اشتهار أعماله أاثناء حياته. حصل على ميدالية كويلي كما كان زميلاً في الجمعية الملكية. سميت وحدة الطاقة: الجول باسمه. والجول يساوي واط × ثانية.
ولد جيمس بريسكوت جول في سالفورد بالقرب من مانشستر، قيل انه كان الثاني من خمسة أطفال لبنيامين جول (1784–1858) مالك مصنع الجعة، تلقى تعليمه في المنزل حتى 1834 عندما أرسل للدراسة مع أخيه الأكبر، جنبا إلى جنب مع جون دالتون في جمعية مانشيستر الأدبية والفلسفية. درس الأخوان لمدة سنتين الهندسة والحساب قبل أن يضطر جون دالتون للانسحاب بسبب جلطة في المخ. ومع ذلك، كان نفوذ دالتون حاسم، وكذا نفوذ شريكه الكيميائي وليم هينر ومهندسي مانشستر بيتر ايورت وإيتون هودجكينسون. تولى جون ديفيز تعليمهم. وقد سحرت الكهرباء الأخوان جون وكانا يقومان بالتجارب هو وشقيقه من خلال إعطاء صدمات كهربائية لبعضهما البعض.
بعد ذلك عمل جيمس بريسكوت جول في المصنع الأسري وتقلد منصباً مهماً حتى بيع المصنع في عام 1854. وكان العلم مجرد هواية بالنسبة له لكنه سرعان ما بدأت دراسة إمكانية استبدال الآلة البخارية لمعمل الجعة بالمحرك الكهربائي الذي تم اخترعه حديثاً.
في 1838 كتب أول منشور علمي في الكهرباء، المجلة العلمية التي أسسها ستورجون، زميل السيد ديفيز. اكتشف جول في عام 1840 . عندما انتقل ويليام إلى مانشستر في عام 1840 . وكان الاثنان يعتقدان أن كل من العلم والتكنولوجيا يمكن وينبغي أن تكون متكاملة.
على الرغم من السمعة الدولية التي تمتع بها ابتداءً من 1850، الا انه لم يتقلد أي منصب علمي أو جامعي، وبقي في منطقة مانشستر حتى وفاته، والتي وقعت بعد حوالي سبعة عشر عاما من المرض.
كان واحدا من أعظم علماء الفيزياء في عصره؛ جول اشتهر لابحاثه في مجال الكهرباء والديناميكا الحرارية. خلال بحثه في الحرارة المنبعثة في دائرة كهربائية، صاغ القانون، المعروف باسمه بشأن الحرارة الكهربائية، والذي يشير إلى أن كمية الحرارة الناتجة في الثانية الواحدة في موصل بفعل مرور تيار كهربائي تكون متناسبة مع المقاومة الكهربائية للموصل ومع مربع التيار الكهربائي.
تحقق جول تجريبيا من قانون حفظ الطاقة في دراسته على تحويل الطاقة الميكانيكية إلى طاقة حرارية. باستخدام عدة أساليب مستقلة، استطاع جول تحديد العلاقة العددية بين الطاقة الحرارية والطاقة الميكانيكية أي ما يعادل الحرارة ميكانيكياً.
برفقة الفيزيائي وليام طومسون، اكتشف جول أن درجة حرارة غاز ما تنخفض إذا كبر حجمه دون اخضاعه لأية عملية خاصة. هذه الظاهرة، وهي أساس أنظمة التبريد وتكييف الهواء الحالية. تلقى جول التكريم مرات عديدة من الجامعات والجمعيات العلمية في جميع أنحاء العالم. مقالاته العلمية تم نشرها في 1985 وفي 1987 في مجلدين.

## أعماله[8]
- في عام 1838 قام ببناء محرك كهرومغناطيسي.
- في عام 1841 نفذ تجربة لإثبات العلاقة بين التيار والمقاومة والحرارة
- في عام 1845، اخترع عجلة التجديف التي ساعدته على فهم مفهوم الحفاظ على الطاقة
- عمل على مقياس الحرارة المطلق المعروف باسم “اللورد كلفن“.

## روابط خارجية
- جيمس بريسكوت جول على موقع الموسوعة البريطانية (الإنجليزية)
- جيمس بريسكوت جول على موقع إن إن دي بي (الإنجليزية)